# Лукин, Владимир Игнатьевич
Влади́мир Игна́тьевич Луки́н (1737, Санкт-Петербург — 1794, Санкт-Петербург) — русский драматург, переводчик, масон. Действительный статский советник.

## Биография
Родился 8 (19) июля 1737 года в Санкт-Петербурге. Сын придворного лакея (по другим сведениям — истопника).
Самостоятельно изучил французский, немецкий и латинский языки. В 1752 году, сначала начал службу копиистом при Герольдмейстерской конторе, а 23 мая был переведён копиистом в контору лейб-кампании Преображенского полка, где служил под началом секретаря И. П. Елагина. В составе полка участвовал в Семилетней войне; в 1759 году был произведён в подпоручики, к 1762 году был уже майором.
В 1762—1764 годах был секретарём в штате К. Г. Разумовского. Выйдя в отставку, совершил поездку в Париж. По возвращении, 3 декабря 1764 года был определён в кабинет-секретари в канцелярии Елагина, который был тогда и вице-президентом в Главной дворцовой канцелярии. Фонвизин, бывший сослуживцем Лукина и сильно к нему нерасположенный, отмечал, что в лице Елагина Лукин нашел себе влиятельного покровителя, который вывел его «из ничего в люди»; они находились в близких отношениях по масонским делам, по которым Лукин в 1771 году посетил Лондон.
В 1769 году Лукин был произведён в надворные советники. В 1774 году стал членом Главной дворцовой канцелярии и произведён в коллежские советники. С 1782 года — статский советник, с 1786 — действительный статский советник. Был награждён орденом Св. Владимира 3-й степени.
Крупный деятель русского масонства. С 1772 года — член ложи «Муз» Елагинской системы. Член-основатель ложи «Урания», учреждённой в 1773 ложей «Муз». В 1773—1774 годах — Секретарь Великой Английской (Провинциальной) ложи. В феврале 1774 года был избран почётным членом берлинской ложи «Royal York zur Freundschaft».
Умер 9 (20) июля 1794 года. Похоронен на Лазаревском кладбище Александро-Невской лавры.

## Литературное творчество
Его литературная деятельность относится к периоду 1762—1773 годов и связана в основном с кружком И. П. Елагина, который объединял драматургов и театральных переводчиков (Д. И. Фонвизин, Б. Е. Ельчанинов, Ф. А. Козловский), работавших над созданием национального комедийного репертуара.
Лукин первый в русской литературе выступил с протестом против условностей классицизма и крайней подражательности. Свои взгляды он излагал в предисловиях к своим пьесам. Он считал необходимым в русских пьесах и пьесах, переделанных на русские нравы, избегать того, что совершенно этим нравам не свойственно. Лукин стремился к простоте языка и отрицательно относился к комедии Сумарокова, чем стяжал репутацию хулителя славных русских писателей. Понимание «самостоятельности», которой Лукин требовал от русской комедии, было чисто внешнее. Оно сводится к устранению бытовых черт, чуждых русским нравам, имен вроде Оронта, которые были в ходу еще в начале XIX века, даже в некоторых пьесах Грибоедова.
Первым литературным трудом Лукина был перевод, совместно с Елагиным, пользовавшегося в свое время огромной популярностью романа: «Приключения маркиза Г. (Глаголя), или Жизнь благородного человека, оставившего свет» (СПб., 1756—1765 гг.), в шести частях, из которых две последние переведены Лукиным. Работая над этим переводом, Лукин одновременно принялся переводить и французские комедии: в 1763 году он перевёл комедию Реньяра «Les Menechmes», озаглавив ее «Менехмы, или Близнецы»; в 1764 году напечатал в Москве вольный перевод комедии Кампистрона «Ревнивой, из заблуждения выведенный», а в 1765 году вышла книга (в двух частях) под заглавием: «Сочинения и переводы Владимера Лукина», куда вошла и его единственная «самостоятельная» пьеса: «Мот любовью исправленный», довольно неудачное подражание французским пьесам, совершенно лишенное действительной самобытности.
Одна из лучших его пьес-переделок «на русские нравы» французских комедий — «Щепетильник» (переделка с французского произведения Р. Додсли). «Щепетильник» (bijontier) торгует безделушками во время маскарада. Это позволяет автору провести перед зрителем ряд лиц — Вздоролюбова, Обиралова, Легкомыслова, — представляющих собой копии с французских оригиналов; только в поэте Самохвалове есть очень отдаленное отражение личности Сумарокова. Любопытны попытки Лукина заставить крестьян говорить народным языком. Успеха пьесы Лукина не имели и вызывали нападки со стороны журналов. Рассказывают, что во время представления одной из его пьес какой-то злой шутник раздавал всем присутствующим старые газеты, говоря, что они гораздо интереснее пьесы. В 1769—1770 годах он стал объектом критики в сатирических журналах Н. И. Новикова и Ф. А. Эмина, которые рассматривали его как единомышленника «Всякой всячины», сводившей роль сатиры к простому нравоучению.
Лукин горячо приветствовал появление в 1765 году «всенародного театра», признавая его воспитательную роль. Его пьесы были изданы в 1868 году Ефремовым («Сочинения и переводы В. И. Лукина и Б. Е. Ельчанинова», со статьей А. Н. Пыпина).